# Arturo Báez
Arturo Báez ist ein ehemaliger mexikanischer Fußballspieler auf der Position eines Torwarts, der in den 1980er Jahren viermal zum Kader der Meistermannschaft des Club América gehörte. Allerdings kam Báez in den vier Erfolgsjahren, die er mit den Americanistas erlebte, lediglich zu zwei Einsätzen.
Außerdem spielte Báez auf Amateurbasis für eine Mannschaft namens Galicia FC in der Liga Española de Fútbol de México und stand als Profi neben América auch im Kader der Cobras Ciudad Juárez und des CF Monterrey.

## Erfolge
- Mexikanischer Meister: 1983/84, 1984/85, Prode 85, 1987/88
- CONCACAF Champions‘ Cup: 1987